# Kloster Lieudieu
Das Kloster Lieudieu (Locus dei) ist eine ehemalige Zisterzienserabtei in Frankreich. Es lag in der Gemeinde Beauchamps im Département Somme, Region Hauts-de-France, rund 12 km nordwestlich von Blangy-sur-Bresle, im Tal der Bresle.

## Geschichte
Das im Jahr 1191 von Bernard de Saint-Valery, dem Herrn von Gamaches, und seiner Frau Eléonore gestiftete Kloster war ein Tochterkloster von Kloster Foucarmont. Wie dieses gehörte es über Kloster Savigny der Filiation der Primarabtei Clairvaux an. Die Abtei besaß die Gutshöfe von Huqueleu in Aigneville, von Nifrigny in Ault, von Jupigny in Saint-Aignan in der Normandie und von La Haye in Gamaches. Das Kloster dürfte in der französischen Revolution 1790 oder 1791 aufgehoben worden sein.

## Bauten und Anlage

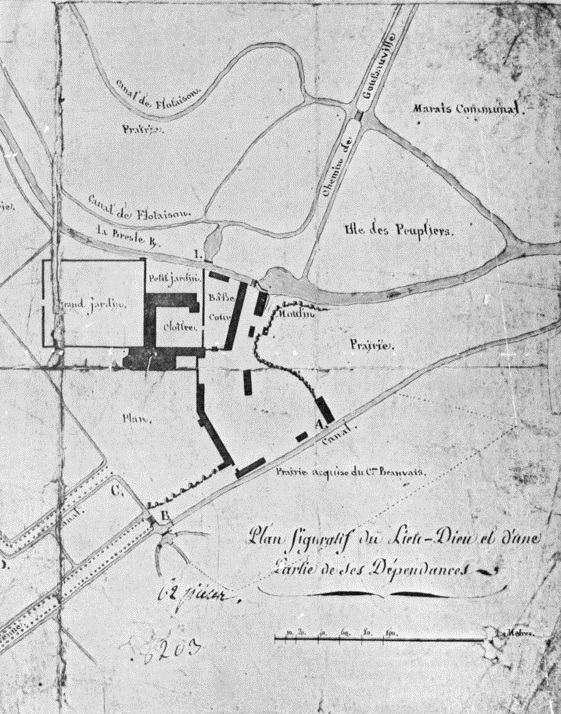
Plan aus dem 18. Jahrhundert

Erhalten haben sich verschiedene Gebäude aus dem 18. Jahrhundert, die heute als Reiterhof (Domaine du Lieu-Dieu) genutzt werden. Die Orgel der Klosterkirche ist in die Kirche von Le Tréport gelangt, weitere Ausstattungsstücke befinden sich in Incheville und Gamaches.